# Campeonato Mundial de Tiro al Plato de 1993
El XXV Campeonato Mundial de Tiro al Plato se celebró en Mollet del Vallés (Barcelona, España) en el año 1993 bajo la organización de la Federación Internacional de Tiro Deportivo (ISSF) y la Real Federación Española de Tiro Olímpico.

## Resultados

### Masculino
| Evento               | Oro                                 | Plata                                 | Bronce                          |
| -------------------- | ----------------------------------- | ------------------------------------- | ------------------------------- |
| Foso                 | Marco Venturini · Italia · 148 pts. | Giovanni Pellielo · Italia · 147 pts. | José Bladas · España · 147 pts. |
| Foso (equipos)       | Italia · 366                        | España · 363                          | Alemania · 361                  |
| Doble foso           | Joshua Lakatos Estados Unidos 191   | Servet Sivrikaya Turquía 187          | Albano Pera · Italia · 186      |
| Doble foso (equipos) | Italia · 422                        | Estados Unidos 418                    | Hungría · 411                   |
| Skeet                | Dean Clark Estados Unidos 149       | Tamaz Imnaishvili Georgia 147         | Karsten Krogner Dinamarca 147   |
| Skeet (equipos)      | Italia · 361                        | Dinamarca 360                         | Estados Unidos 360              |

### Femenino
| Evento               | Oro                                  | Plata                               | Bronce                                |
| -------------------- | ------------------------------------ | ----------------------------------- | ------------------------------------- |
| Foso                 | Gema Usieto · España · 117 pts.      | Deena Julin Estados Unidos 117 pts. | E Gao China 117 pts.                  |
| Foso (equipos)       | China 348                            | Alemania · 342                      | España · 339                          |
| Doble foso           | Frances Strodtman Estados Unidos 144 | Deena Julin Estados Unidos 141      | Anna Maria Di Giovanni · Italia · 138 |
| Doble foso (equipos) | Estados Unidos 309                   | Italia · 309                        | China 304                             |

## Medallero
| Núm. | País           | Oro | Plata | Bronce | Total |
| ---- | -------------- | --- | ----- | ------ | ----- |
| 1    | Estados Unidos | 4   | 3     | 1      | 8     |
| 2    | Italia         | 4   | 2     | 2      | 8     |
| 3    | España         | 1   | 1     | 2      | 4     |
| 4    | China          | 1   | 0     | 2      | 3     |
| 5    | Alemania       | 0   | 1     | 1      | 2     |
|      | Dinamarca      | 0   | 1     | 1      | 2     |
| 7    | Georgia        | 0   | 1     | 0      | 1     |
|      | Turquía        | 0   | 1     | 0      | 1     |
| 9    | Hungría        | 0   | 0     | 1      | 1     |
|      | TOTAL          | 10  | 10    | 10     | 30    |